# Альбигойский крестовый поход
Альбигойские войны, в западной историографии — Альбигойский крестовый поход или Катарский крестовый поход (1209—1229 годы) — серия военных кампаний, инициированных Римской католической церковью, по искоренению ереси катаров в исторической области нынешней Франции Лангедок.
Когда дипломатические попытки папы римского Иннокентия III повлиять на распространение катарского движения не нашли особой поддержки среди священнослужителей и крупной феодальной знати Лангедока, он решил прибегнуть к силе оружия. Во время этого крестового похода, длившегося 20 лет, был уничтожен по меньшей мере миллион человек.
Альбигойский крестовый поход сыграл решающую роль в учреждении Ордена доминиканцев, а также инквизиции как мощного средства борьбы католической церкви с инакомыслием.

## Происхождение
Римская католическая церковь постоянно имела дело с различного рода религиозными движениями. Однако в XII веке эти группы объединились в небольшие общины вокруг нелояльных по отношению к римскому папе проповедников или в маленькие секты. Катары области Лангедок представляли собой довольно сплочённое религиозное движение такого рода, какой церковь осуждала уже девятьсот лет, со времен арианства.
В XII веке большая часть того, что сегодня называют Южной Францией, прониклась духом катаризма, распространившегося и на другие области. Наряду с катарами в городах и селениях, контролируемых городами, возникали общины вальденсов. Хотя корнями движение катаров уходило не в Лангедок, но именно там их религиозные учения нашли самый восторженный отклик.

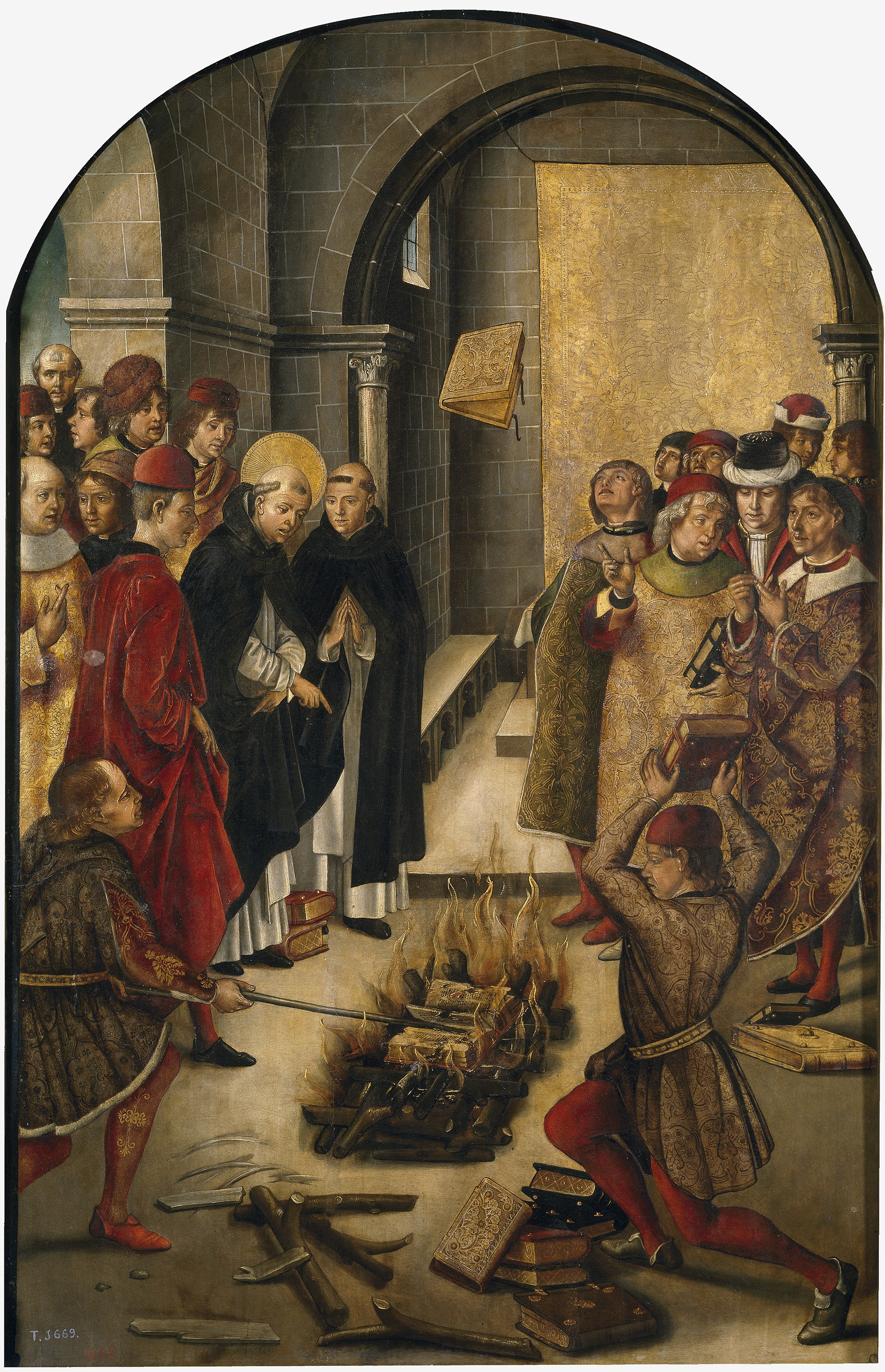
Эта работа Педро Берругете XV века иллюстрирует легенду о святом Доминике и альбигойцах, в которой сочинения Доминика и катаров по очереди бросали в огонь. Пламя пощадило только тексты Доминика.

Особенно много катаров оказалось на юго-западном побережье Франции, к тому времени находившемся под властью королевства Арагон. Себя они называли альбигойцами по названию французского городка Альби. Большинство исследователей связывают это с тем, что в Альби и округе концентрация катаров была наивысшей. По другой версии, это название восходит к церковному собору в Альби, впервые объявившему доктрины катаров еретическими. Политическая власть в Лангедоке принадлежала крупным землевладельцам и богатым горожанам.
Став папой в 1198 году, Иннокентий III попробовал вернуть катаров в лоно католической церкви. Но многочисленных проповедников встречали довольно прохладно. Даже святому Доминику, отличавшемуся убедительностью и красноречием, не удалось добиться ничего существенного. Катарским вождям активно помогали богатые дворяне, а также некоторые епископы, недовольные церковными порядками. В 1204 году недовольный понтифик снял этих епископов с их должностей, а вместо них назначил папского легата. Тот в 1206 году попытался найти поддержку у аристократии Лангедока, настраивая её против катаров. Дворян, которые по-прежнему оказывали содействие катарам, отлучали от церкви. В мае 1207 года под отлучение попал могущественный и влиятельный граф Раймунд VI Тулузский. Папа призвал французского монарха Филиппа II к решительным действиям против катаров, но тот отказался. Раймунд VI встретился с папским легатом Пьером де Кастельно в январе 1208 года. В ходе встречи Пьер де Кастельно пригрозил графу отлучением от церкви, если тот  не предпримет никаких действий по искоренению катарской ереси на своих территориях, после чего наместника папы нашли зарезанным в собственной постели.
Разгневанный папа Иннокентий отреагировал на убийство буллой, в которой обещал одарить землями еретиков Лангедока всех, кто примет участие в крестовом походе. Это ещё более осложнило и без того непростые отношения между дворянами Севера и Юга Франции.

## Военные кампании

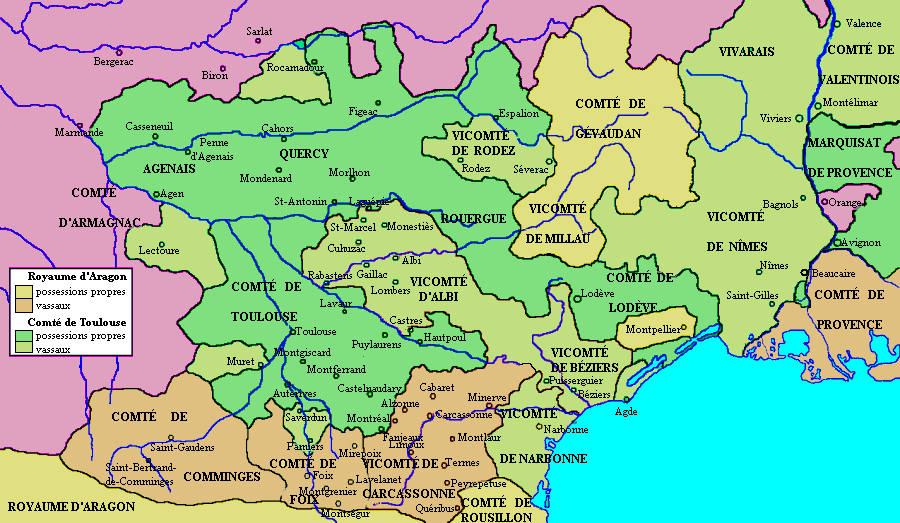
Окситания накануне Альбигойского крестового похода (1209 год)

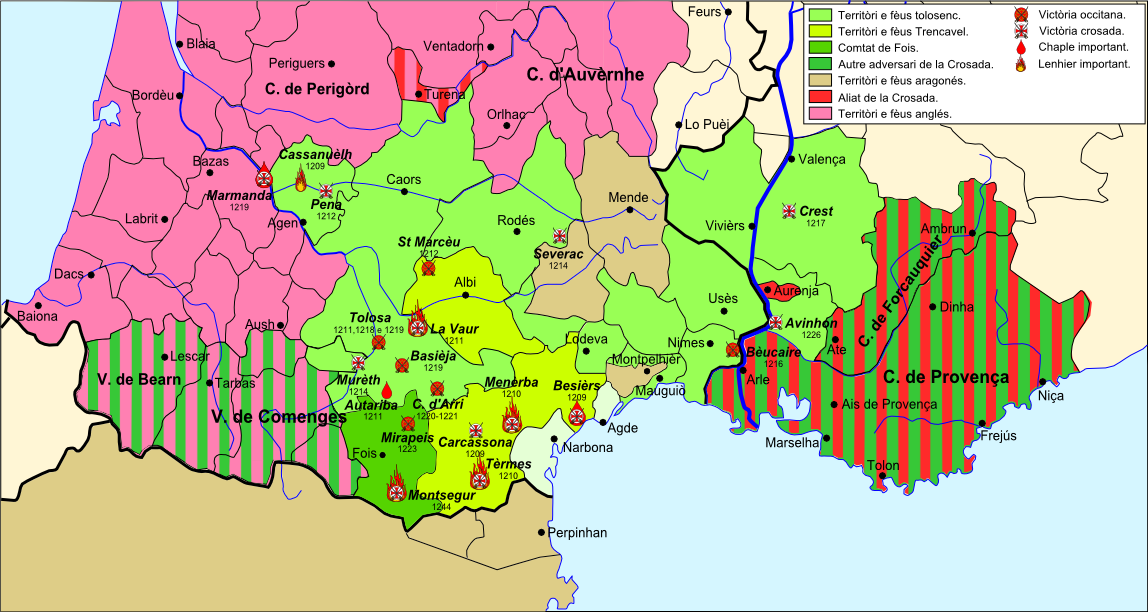
Соотношение сил и главные сражения

Военные кампании Альбигойского крестового похода можно разделить на несколько периодов. Первый — с 1209 по 1215 год — сопровождался успехами в Лангедоке. Захваченные земли, однако, были вскоре потеряны (1215—1225 годы) из-за восстаний.
Ситуация изменилась после того, как в 1226 году в войну вмешался король Франции Людовик VIII. После его смерти в ноябре того же года начатое дело продолжил его преемник Людовик IX. Область к 1229 году была повторно завоёвана, а местное дворянство согласилось на временное перемирие.
После 1233 года инквизиция ликвидировала остальных катаров. Сопротивление и стихийные восстания продолжались, однако без особого успеха. Военные действия прекратились только в 1255 году. В ходе Альбигойских войн погибло около миллиона человек (считая жертвы с обеих сторон).

### Успешное начало: 1209—1215 годы
В середине 1209 года около 10 000 вооружённых крестоносцев собрались в Лионе. В июне Раймунд VI Тулузский, заподозрив неладное, обещал католическому духовенству начать военные действия против катаров. Спустя некоторое время после этого обещания его отлучение от церкви было снято. Тем временем крестоносцы подошли к Монпелье. Земли Раймунда-Рожера Транкавеля вокруг Альби и Каркассона, на которых жили общины катаров, оказались под угрозой разорения. Как и Раймунд Тулузский, Раймунд-Рожер попытался договориться с вождями крестоносцев, но ему отказали во встрече, и он поспешил назад к Каркассону, чтобы подготовить город к обороне. В июле крестоносцы захватили маленькую деревушку Севье и подступили к Безье. Они потребовали, чтобы все катары вышли из города. Те отказались, и после взятия Безье всё его население было вырезано, хотя катар в городе было не более трехсот человек. Современные источники оценивают число погибших в диапазоне между семью и двадцатью тысячами. Последнее число, вероятно сильно завышенное, появляется в отчёте папского легата Арнольда Амальрика. По сообщению Цезария Гейстербахского, когда один из предводителей войска Христа спросил у Амальрика о том, как отличить католиков от еретиков, тот ответил: «Caedite eos! Novit enim Dominus qui sunt eius» — «Убивайте всех! Господь узнает своих!». Однако ни один из летописцев альбигойских войн, включая Пьера из Во-де-Серне, Гийома Тудельского и Гийома Пюилоранского, не приводит в своих хрониках этой фразы. В письме же папе, датируемом августом 1209, легат сообщал:
«…в то время как бароны совещались о том, к каким уловкам прибегнуть, чтобы вывести из города католиков, слуги и другие люди низкого звания, а некоторые даже без оружия, напали на город, не ожидая приказов вождей. К нашему изумлению, крича „к оружию, к оружию!“, за два или три часа они пересекли ров, перелезли через стены, и Безье был взят. Они не пощадили никого, всех предали мечу, почти 20 000 человек, вне зависимости от ранга, пола или возраста. После этой большой резни целый город был разграблен и сожжен. Так чудным образом осуществилась божья месть…»
. Горестные новости о бедствии в Безье быстро распространились, и впоследствии множество укреплений катаров сдавались без всякого сопротивления. 

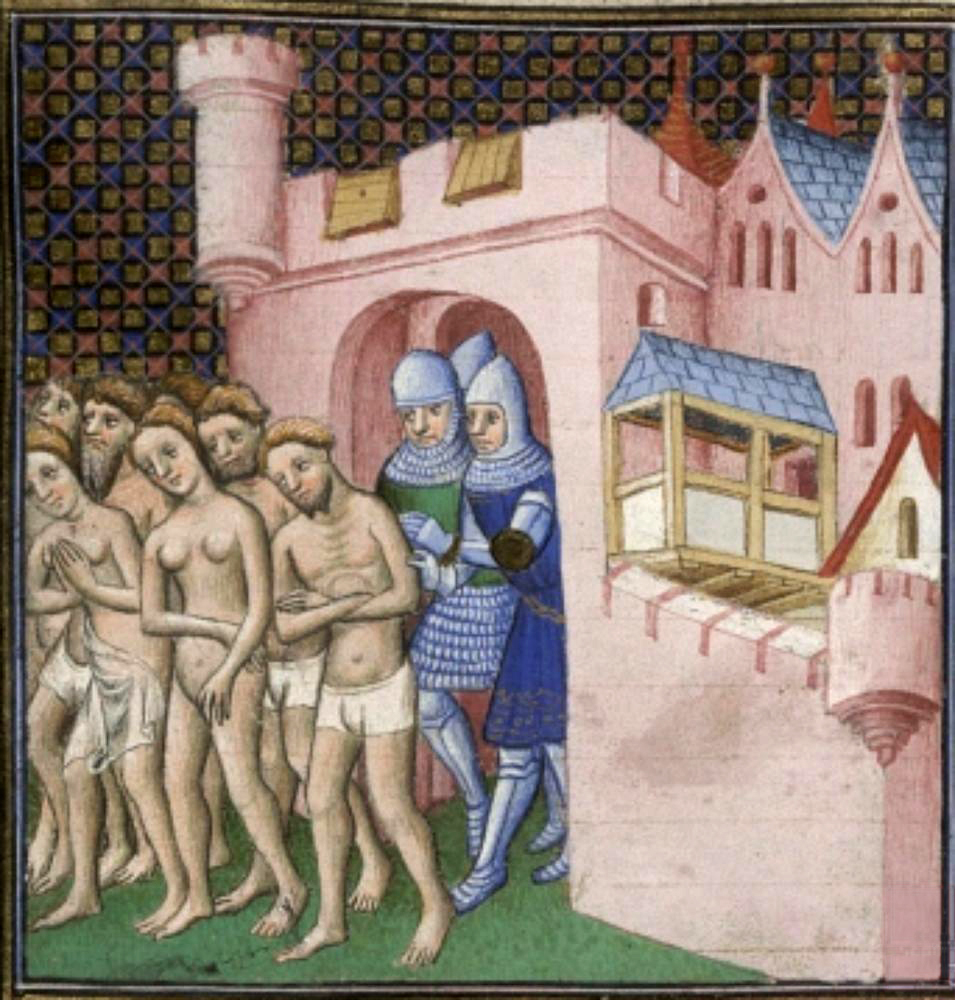
Катаров выводят из Каркассона.

Следующей мишенью стал Каркассон, к которому крестоносцы подошли 1 августа 1209 года. Город был неприступной крепостью. Осада оказалась недолгой. 7 августа город отрезали от водоснабжения, а 15 августа Раймунд-Рожер поехал во вражеский стан искать перемирия, но был схвачен. В тот же день Каркассон сдался без боя. Население не вырезали, но, согласно Петру из Во-де-Сернея, выпустили из города практически нагими, «…в одних сорочках и портках». После взятия Каркассона войска крестоносцев возглавил Симон де Монфор. Вскоре практически без сопротивления были захвачены Альби, Кастр, Фанже, Лиму, Ломбер и Монреаль. Однако некоторые города, которые ранее сдались без боя, впоследствии оказали ожесточённое сопротивление.
Следующая битва состоялась возле Ластура, неподалёку от замка Кабаре. В декабре 1209 года Пьер Рожер де Кабаре отстоял свою крепость. Военные действия временно прекратились лишь с первыми заморозками. В марте 1210 года пал Бран. В июне осадили Минерв. Город подвергся массированному обстрелу из камнемётов, и его удалось захватить лишь после полного разрушения оборонительных укреплений. Катарам дали возможность принять католицизм. Большинство так и поступило, но 140 убеждённых катаров были сожжены на костре. В августе крестоносцы подступили к Терму. Несмотря на значительные усилия Пьера-Рожера де Кабаре, город подвергся осаде и в декабре пал.
В 1211 году пал Лавор и были зверски убиты около 500 человек, включая его хозяйку даму Героду де Лавор и её брата Аймери де Монреаля, который нарушил присягу Монфору, поспешив на помощь сестре. В 1213 году войска Педро II Арагонского подошли на помощь Тулузе. Они осадили крепость Мюре, но в сентябре король Педро II погиб в сражении с крестоносцами. Его разбитая армия бежала. Это был серьёзный удар по катарскому сопротивлению. В конце 1213 г. ситуация ухудшилась: Раймунд был вынужден бежать в Англию. В ноябре Симон де Монфор вступил в Перигор и без труда захватил замки Дом и Монфор, а также осадил Кастельно и разрушил укрепления Бейнака. В 1215 году крестоносцы ворвались в Тулузу. Тулуза была передана Монфору. В 1224 году его сын Амори уступил земли, унаследованные им после гибели отца в 1216 году, королю Франции. Тем не менее о полном покорении Лангедока речи не шло. Множество недовольных дворян, изгнанных со своих земель, либо потерявших родственников пополнили ряды файдитов и начали партизанскую войну как против католической церкви так и против Монфора, и в некоторые периоды добивались ощутимых успехов.

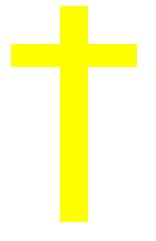
Кающиеся катары носили жёлтый крест

### Восстание и реванш южан в 1216—1225 годах
В апреле 1216 года Раймунд VI вместе с сыном, будущим Раймундом VII, вернулись из эмиграции в свои земли и вскоре собрали в недовольных городах значительную армию сопротивления. В мае был осажден Бокер, павший через три месяца. Французский гарнизон укрылся в цитадели; в июне на помощь городу пришёл Симон де Монфор, но отбить его не смог и в августе снял осаду. Потом он жестоко подавил восстание в Тулузе. Но в сентябре 1217 года Раймунд VI, собрав военные силы, подошёл к Тулузе, немедленно снова восставшей против французов и с радостью открывшей ему ворота. Симон, находившийся в области Фуа, срочно вернулся и осадил город, но 25 июня 1218 года во время осады был убит прямым попаданием в голову камня из катапульты. Его сын Амори был вынужден снять осаду.

### Вмешательство французского королевского дома
В ноябре 1225 года Раймунда-младшего, как и его отца, отлучили от церкви. В июне 1226 года Людовик VIII возглавил новый поход. Укреплённые города и замки сдавались без сопротивления. Лишь Авиньон ожесточённо сопротивлялся в течение более трёх месяцев, чтобы наконец в сентябре окончательно капитулировать. Людовик VIII неожиданно скончался в ноябре, и на троне оказался малолетний Людовик IX. Бланка Кастильская, королева-регентша, назначила командиром крестоносцев Юмбера де Боже. В 1227 году пал Ла-Бесед, а в 1228 году Юмбер осадил Тулузу, но не смог её взять и лишь разорил окрестности. Силы окситанцев уже иссякли, и в 1229 году Раймунд VII был вынужден подписать с французской короной унизительный договор в Мо.

## Инквизиция
По вымирании Тулузской династии Лангедок стал владением французской короны.  Во время пребывания папы Григория IX на папском престоле инквизиция была наделена всеми полномочиями для уничтожения ереси. Кампания началась в 1233 году. Многие бежали в самое сердце Лангедока, найдя убежище в крепости Монсегюр. В 1235 году инквизиция уничтожила альбигойцев в Альби, Нарбонне и Тулузе.
Катарские цитадели захватывали одну за другой. Монсегюр сопротивлялся девять месяцев, до марта 1244 года, дольше всех других крепостей, будучи полностью отрезанным от внешнего мира. Последним оплотом катаров был замок Керибюс, сеньором которого был легендарный рыцарь Чаберт Барбейра, и который пал в августе 1255 года. Последнего катара сожгли на костре в 1321 году.